# Gmina Veliki Grđevac
Veliki Grđevac – gmina w Chorwacji, w żupanii bielowarsko-bilogorskiej.

## Miejscowości i liczba mieszkańców (2011)
- Cremušina - 1
- Donja Kovačica - 278
- Dražica - 163
- Gornja Kovačica - 290
- Mala Pisanica - 192
- Mali Grđevac - 6
- Pavlovac - 555
- Sibenik - 19
- Topolovica - 15
- Veliki Grđevac - 1200
- Zrinska - 130

## Znani mieszkańcy
- Mato Lovrak (1899-1974) - pisarz chorwacki